# Орджоникидзе (Каневской район)
Орджоники́дзе — хутор в Каневском районе Краснодарского края.
Входит в состав Каневского сельского поселения.

## Население
| 2002 | 2010 |
| ---- | ---- |
| 356  | ↘350 |

## Улицы
На хуторе имеются две улицы — Светлая и Южная.